# Gibbula umbilicalis
Gibbula umbilicalis, common name the flat top shell, là một loài ốc biển, là động vật thân mềm chân bụng sống ở biển thuộc họ Trochidae, họ ốc đụn.

## Hình ảnh

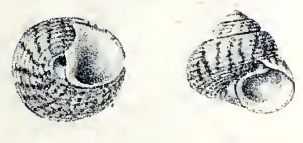
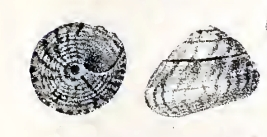
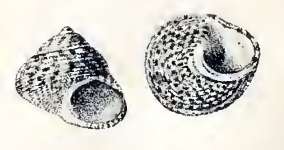